# Prethura hutchingsae
Prethura hutchingsae là một loài chân đều trong họ Santiidae. Loài này được Kensley miêu tả khoa học năm 1982.